# Adam Kokoszka
Adam Kokoszka (Andrychów, Polonia, 6 de octubre de 1986) es un futbolista polaco que juega de defensa en el Unia Tarnów polaco.

## Biografía
Kokoszka empezó su carrera futbolística en las categorías inferiores del Wisła Cracovia, hasta que en 2005 pasa a formar parte de la primera plantilla del club. Debuta con su equipo en la Ekstraklasa el 4 de agosto en un partido contra el Arka Gdynia. En su primera temporada en el club disputó 11 encuentros de liga y uno de Copa de la UEFA.
Se proclama campeón de Liga en la temporada 2007-08. El 29 de julio de 2008 firma un contrato de cinco años con el Empoli.

## Selección nacional
Ha sido internacional con la selección de fútbol de Polonia en 11 ocasiones. Su debut como internacional se produjo el 6 de diciembre de 2006 en un partido amistoso contra Emiratos Árabes Unidos. Anotó su primer tanto con la camiseta nacional el 3 de febrero de 2007 contra Estonia.
Fue convocado para participar en la Eurocopa de Austria y Suiza de 2008, donde jugó 45 minutos frente a Croacia.

## Clubes
| Club                | País    | Año       |
| ------------------- | ------- | --------- |
| Wisła Cracovia      | Polonia | 2005-2008 |
| Empoli F. C.        | Italia  | 2008-2011 |
| Polonia Varsovia    | Polonia | 2011-2013 |
| Śląsk Wrocław       | Polonia | 2013-2014 |
| F. C. Torpedo Moscú | Rusia   | 2014-2015 |
| Śląsk Wrocław       | Polonia | 2015-2018 |
| Zagłębie Sosnowiec  | Polonia | 2018-2019 |
| Unia Tarnów         | Polonia | 2021-     |

## Palmarés

### Títulos nacionales
| Título      | Club           | País    | Año     |
| ----------- | -------------- | ------- | ------- |
| Ekstraklasa | Wisła Cracovia | Polonia | 2007-08 |